# 量化回授理論
量化回授理論（quantitative feedback theory，簡稱QFT）是控制理论中的理論，是由Isaac Horowitz所發展（Horowitz, 1963; Horowitz and Sidi, 1972）是利用尼柯尔斯图（NC）的頻域技術，在受控體有特定程度不確定性的情形下，達成理想的強健設計。設計時會將想要的時域響應轉換為頻域的容許偏差，最後會反映在迴路傳遞函數的限制條件上。此作法具有高透明性，可以讓設計者看到為了想要的性能，在哪些方面需要做取捨。

## 受控體樣版
一般而言，在知道系統的模型後，會將系統用其傳遞函數來描述（連續時間域下的拉普拉斯变换）。
傳遞函數的係數可能是實驗的結果，其數值可能會有一定程度的不確定性。量化回授理論中，函數的每一個參數都會包括其可能範圍的區間，因此，系統可以由一組的方程式來描述，不只是唯一的表示方式。
{\displaystyle {\mathcal {P}}(s)=\left\lbrace {\dfrac {\prod _{i}(s+z_{i})}{\prod _{j}(s+p_{j})}},\forall z_{i}\in [z_{i,min},z_{i,max}],p_{j}\in [p_{j,min},p_{j,max}]\right\rbrace }
會針對有限個有代表性的頻率進行頻率分析，會用尼柯尔斯图得到一個「樣板」，其中包括了開迴路系統在每一個頻率下的行為。

## 頻率範圍
控制系統的性能常會用穩定性的強健程度（增益裕度及相位裕度）、對輸入及輸出雜訊擾動的隔絕能力、以及對命令的追蹤特性來表示。在量化回授理論的方法論中，上述的要求會以頻率限制條件的方式表示，也就是一些補償後的系統迴路（包括控制器及受控體）不能違背的條件。
配合這些考量，選擇和模版選用頻率相同集合的頻率，可以計算出系統迴路特性的頻率限制，用尼柯尔斯图中的曲線來表示。
為了達到系統的需求，針對标定受控體{\displaystyle G(s)}，可以找到一組有關開迴路傳遞函數{\displaystyle L_{0}(s)=G(s)P_{0}(s)}的條件。這表示标定迴路的頻率值不得比相同頻率的限制值低，在高頻率時迴路不得跨越超高頻率邊界（Ultra High Frequency Boundary、UHFB），是在尼柯尔斯图中心的卵形圖形。

## 迴路整形
控制器設定是在尼柯爾斯圖中進行，其中會考慮頻率限制條件，以及系統的標定迴路{\displaystyle L_{0}(s)}。此時，設計者會導入控制器函數（{\displaystyle G(s)}）並且調適其參數，此一程序稱為迴路整形（Loop Shaping），直到找到了在不違背頻率限制條件下，最理想的控制器為止。
在尋找控制器的過程中，設計者的經驗是重要的因素，不只是和頻率限制條件有關，也和可能的實現方式、複雜度以及品質有關。
在這個階段，有不少的電腦輔助設計（CAD）軟體可以簡化控制器的調適。

## 前置濾波器設計
最後，在需要的情形下，量化回授理論會在系統前加上一個前置濾波器（{\displaystyle F(s)}）。若是追隨問題，會在波德圖上進行整形。之後會進行設計後的分析，確保系統響應滿足問題的需求。
量化回授的方法論最早是針對單一輸入單一輸出（SISO）及線性非時變（LTI）系統設計，其設計程序如上。不過後來已擴展到弱非線性系統、時變系統、分佈式參數系統、多重輸入多重輸出系統（MIMO）（Horowitz, 1991），敵離散系統（用Z轉換作為轉換函數）以及非最小相位系統。计算机辅助设计工具的發展在這方面非常的重要，可以簡化及自動化設計的程序（Borghesani et al., 1994）。
傳統上，會用波德圖的增益資訊來設計前置濾波器。同時利用增益及相位資訊來設計前置濾波器的概念最早是在（Boje, 2003）針對SISO系統所產生的，後來在（Alavi et al., 2007）拓展到MIMO系統。

## 外部連結
- Mario Garcia-Sanz, Quantitative Robust Control Engineering:Theory and Applications